# Nicholas Bandurak
Pour les articles homonymes, voir Bandurak.
Nicholas Bandurak est un joueur de hockey sur gazon britannique évoluant au poste d'attaquant au Holcombe HC et avec les équipes nationales anglaise et britannique.

## Biographie
- Naissance le 14 décembre 1992 à Wolverhampton en Angleterre.
- Marié avec Emma Bandurak depuis août 2020 et papa d'un enfant nommé Rolo Bandurak.

## Carrière
Il a débuté en équipe nationale première le 4 février 2022 contre l'Espagne à Valence lors de la Ligue professionnelle 2021-2022.

## Palmarès
- : 3e aux Jeux du Commonwealth en 2022